# Scorzonera raddeana
Scorzonera raddeana là một loài thực vật có hoa trong họ Cúc. Loài này được C.Winkl. miêu tả khoa học đầu tiên năm 1890.